# Aegialia cylindricus
Aegialia cylindricus är en skalbaggsart som beskrevs av Johann Friedrich von Eschscholtz 1822. Aegialia cylindricus ingår i släktet Aegialia och familjen Aegialiidae. Inga underarter finns listade i Catalogue of Life.